# صحنه حذف شده
صحنه حذف شده (انگلیسی: Deleted scene) یک فیلم خام که از نسخه نهایی یک فیلم یا مجموعه تلویزیونی حذف شده‌است.
یک تعریف شبیه آن صحنه گسترش داده شده است که به یک نسخه درازتر از یک صحنه که در نسخه نهایی فیلم حذف شده‌است گفته می‌شود. معمولاً صحنه‌های گسترش داده شده در صحنه‌های حذف شده شامل می‌شوند، مانند موردی که در هری پاتر و تالار اسرار و سرنتی بود.